# Geopark Bayern-Böhmen

Logo des Geoparks Bayern-Böhmen

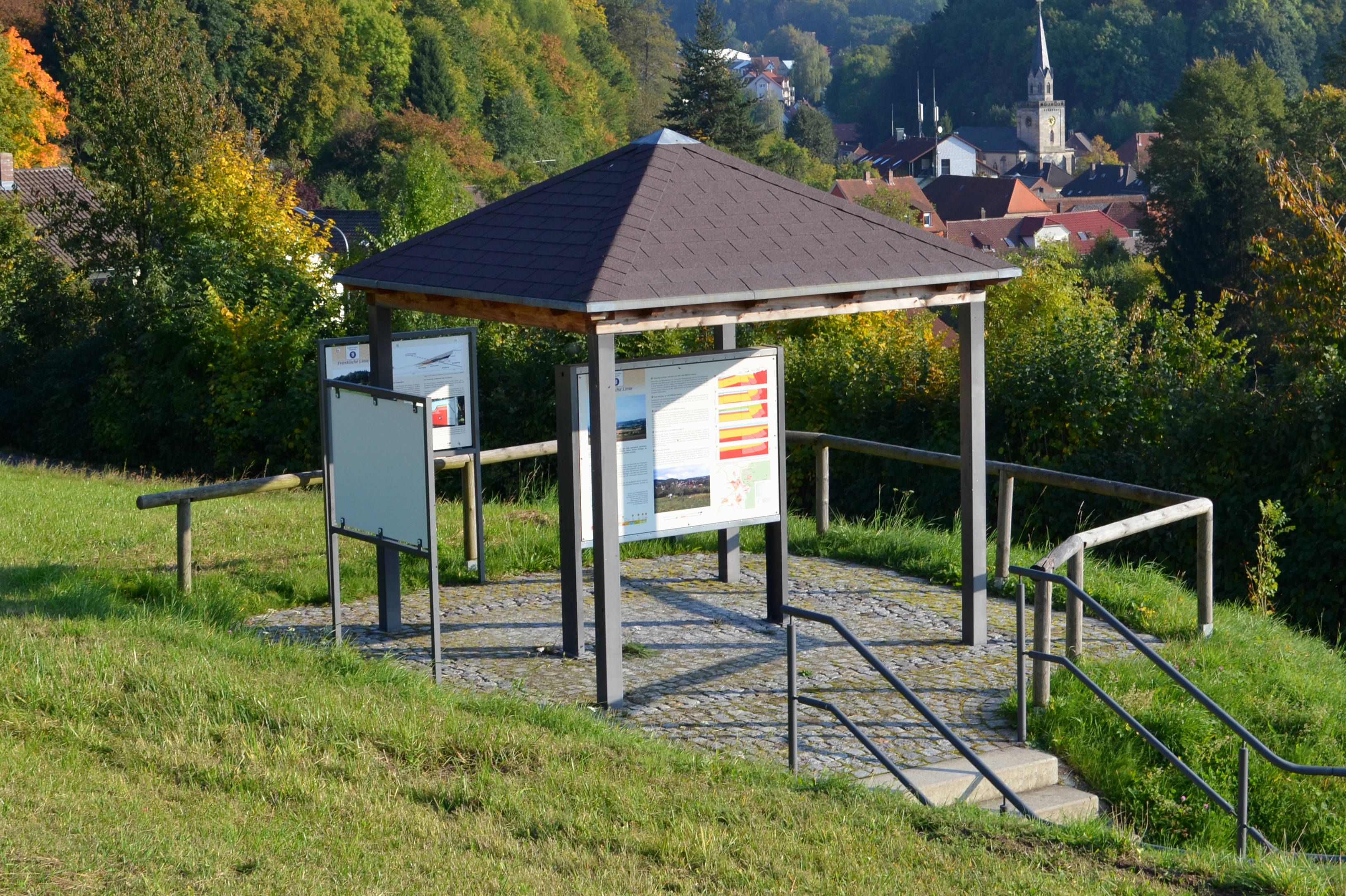
Geopunkt oberhalb von Goldkronach

Der Geopark Bayern-Böhmen (tschechisch: Geopark Bavorsko-Čechy) ist ein grenzübergreifender Geopark mit geologischen Besonderheiten beider Grenzregionen.
Zum Geopark gehören  Teile von Oberfranken und der Oberpfalz im Nordosten Bayerns mit Attraktionen in den Landkreisen Bayreuth, Wunsiedel, Tirschenreuth und Neustadt an der Waldnaab sowie in Tschechien in den Kreisen Karlsbad und Pilsen. Landschaftlich umfasst der Naturraum die Fränkische Schweiz, das Fichtelgebirge, das Westerzgebirge sowie den Oberpfälzer Wald und den Kaiserwald.
Zu den Besonderheiten des Gebiets zählen Museen, Lehr- und Erlebnispfade, Geotope, Besucherbergwerke und Besucherhöhlen. Der Egerrift bzw. Egergraben ist auf vulkanische Aktivität zurückzuführen. Der Bergbau mit seinen historischen Wurzeln im Mittelalter hat Spuren hinterlassen.  Traditionelles Handwerk ist die Verarbeitung von Glas und Porzellan. Pioniere der Geowissenschaften wie Johann Wolfgang von Goethe, Alexander von Humboldt, Georg zu Münster, Karl Friedrich Wilhelm Braun, Carl Wilhelm von Gümbel oder Mathias von Flurl erforschten die Region.
Beispiele für Sehenswürdigkeiten:
- Museen: Porzellanikon, GEO-Zentrum an der KTB
- Geotope: Luisenburg-Felsenlabyrinth, Weißenstein
- Lehr- und Erlebnispfade: Steinbruchwanderweg auf dem Epprechtstein
- Besucherbergwerk Gleißinger Fels in Fichtelberg

## Persönlichkeiten
- Helmut Wolf (1937–2020), Initiator der Akademie für Natur und Industriekultur Ostbayern-Böhmen, Neustadt an der Waldnaab